# Ежеголовник скученный
Ежеголо́вник ску́ченный (лат. Spargánium glomerátum) — многолетнее водное и болотное травянистое растение, вид рода Ежеголовник.

## Ботаническое описание
Стебель прямостоячий равномерно олиственный, 20—40 см высотой.
Листья очерёдные, без язычков, линейные, цельные, цельнокрайные, значительно длиннее стебля, 8—12 мм шириной, снизу с крыловидным килем.
Соцветие короткое, лишённое нормально развитых листьев, неветвистое, состоит из 1—2 сближенных шаровидных головок тычиночных цветков и 3—6 сидячих (или на ножках) головок пестичных цветков. Головки пестичных цветков имеют размеры до 20 мм в диаметре. Кроющие листья в 3—5 раз длиннее соцветия. Цветки однополые, погружены в воду, плавают на поверхности или приподняты над водой. Околоцветник состоит из тонких неокрашенных листочков. Тычинок три, они короткие, с пыльниками до 0,75 мм длиной. Пестик один. Столбик короткий. Ланцетное рыльце длиной 0,5—0,75 мм. Цветение в европейской части России в июле — августе.
Плоды, в совокупности образующие жёсткие, колючие шаровидные головки, — зелёные, позднее темнеющие, с перетяжкой ниже середины, вверху постепенно суженные в столбик, расположены на короткой ножке. Плодоношение в европейской части России в августе — сентябре.

## Распространение и экология
Ежеголовник узколистный распространён в Европе, сибирской части Азии, Японии и Северной Америке (Канада и США).
В России встречается широко в северной половине европейской части, в Сибири и на Дальнем Востоке — в южной половине.
Растёт по берегам озёр и рек, по травяным болотам, а также в дренажных канавах, кюветах и карьерах.
Размножается и распространяется семенами.

## Таксономия

### Синонимы[1]
- Sparganium erectum var. glomeratum Laest. ex Beurl.
- Sparganium glehnii Meinsh.
- Sparganium glomeratum var. angustifolium Graebn.